# Стрибки на батуті на літніх Олімпійських іграх 2000 — жінки
Змагання зі стрибків на батуті серед жінок на літніх Олімпійських іграх 2000 року відбулись 22 вересня в Сіднеї.

## Призери
| Золото                  | Срібло                     | Бронза                 |
| Ірина Караваєва · Росія | Оксана Цигульова · Україна | Карен Кокберн · Канада |

### Фінал
| Місце | Спортсмен                | Польща | Бразилія | Данія | Австралія | Португалія | Складність | Сума  |
| ----- | ------------------------ | ------ | -------- | ----- | --------- | ---------- | ---------- | ----- |
|       | Ірина Караваєва (RUS)    | 9.0    | 9.0      | 8.8   | 8.8       | 8.8        | 12.30      | 38.90 |
|       | Оксана Цигульова (UKR)   | 8.6    | 8.6      | 8.5   | 8.6       | 8.6        | 11.90      | 37.70 |
|       | Карен Кокберн (CAN)      | 8.5    | 8.3      | 8.5   | 8.3       | 8.2        | 12.30      | 37.40 |
| 4     | Катерина Хилько (UZB)    | 8.4    | 8.4      | 8.2   | 8.3       | 8.2        | 11.70      | 36.60 |
| 5     | Наталія Карпенкова (BLR) | 8.3    | 8.5      | 8.3   | 8.2       | 8.1        | 11.00      | 35.80 |
| 6     | Акіко Фуру (JPN)         | 8.2    | 8.5      | 8.3   | 8.0       | 8.0        | 10.80      | 35.30 |
| 7     | Русудан Хоперія (GEO)    | 7.5    | 7.4      | 7.1   | 7.2       | 7.4        | 12.10      | 34.10 |
| 8     | Анна Догонадзе (GER)     | 0.9    | 1.0      | 0.8   | 0.8       | 0.8        | 2.50       | 5.00  |